# Stadion SOSiR
Das Stadion SOSiR (Słubickiego Ośrodka Sportu i Rekreacji Sp. z o.o.) (ursprünglich Stadion an der Kleisthöhe, später Ostmarkstadion) ist ein Sportstadion in Słubice, Polen.

## Geschichte
Das Stadion an der Kleisthöhe wurde ab 1914 als Sportstadion für die Stadt Frankfurt (Oder) auf dem Gebiet der damaligen Dammvorstadt (heute Słubice) gebaut. Dort befand sich seit Ende des 19. Jahrhunderts Frankfurts ältester Turnplatz. Anfangs wurden russische Kriegsgefangene aus dem sieben Kilometer entfernten Kriegsgefangenenlager Gronenfelde zu Fuß zur Arbeit herangezogen.
Vom 14.–22. Juli 1924 fand die Ostmarkschau für Gewerbe und Landwirtschaft (OGELA) statt, zu der etwa 100.000 Besucher kamen. Im Jahr 1927 wurde das Stadion fertiggestellt und die Straßenbahnlinie von Frankfurt bis zum Stadion verlängert.
Es diente nicht nur dem Sport. Vom 18. bis zum 19. Juni 1932 fand der 30. Katholikentag im Bistums Berlin statt.
1932 sprach dort auf einer kleinen mobilen Tribüne Adolf Hitler auf einer Parteiveranstaltung der NSDAP. Im Juli 1933 fand ein Treffen der lokalen SA statt.
Das Stadion wurde 2014 in die Denkmalliste der Woiwodschaft Lebus aufgenommen.

## Architektur und Ausstattung
Das Gelände einer Kiesgrube am dortigen Hügel bot günstige Voraussetzungen für ein weites Sportfeld mit angrenzenden Zuschauertribünen. Vorbild waren nach den Plänen des Stadtarchitekten Otto Morgenschweis (1869–1944) die Arkaden des Amphitheaters in Aachen und für die Fläche das, als Olympiastadion geplante, Deutsche Stadion in Berlin-Grunewald. Unter den Arkaden befanden sich Cafés und Restaurants.
Zwei der veralteten Wappen in ihrer Mitte gehören zur Volksrepublik Polen (Adler ohne Krone) sowie zur einstigen Woiwodschaft Gorzów und das dritte ist das alte Stadtwappen Słubices. Die ehemalige Brücke zu den Nebensportplätzen wurde vor 2014 abgerissen.
Ursprünglich gab es nur terrassierte Stehplätze, die durch Sitzplätze ersetzt wurden.

## Nutzung
Das Stadion wird mit seinen vier Plätzen unter anderem von einem Amateurfußballverein und einem Leichtathletikklub genutzt. Neben ihm befindet sich eine Eissporthalle, die auch bei den Einwohnern Frankfurts beliebt ist.

## Galerie

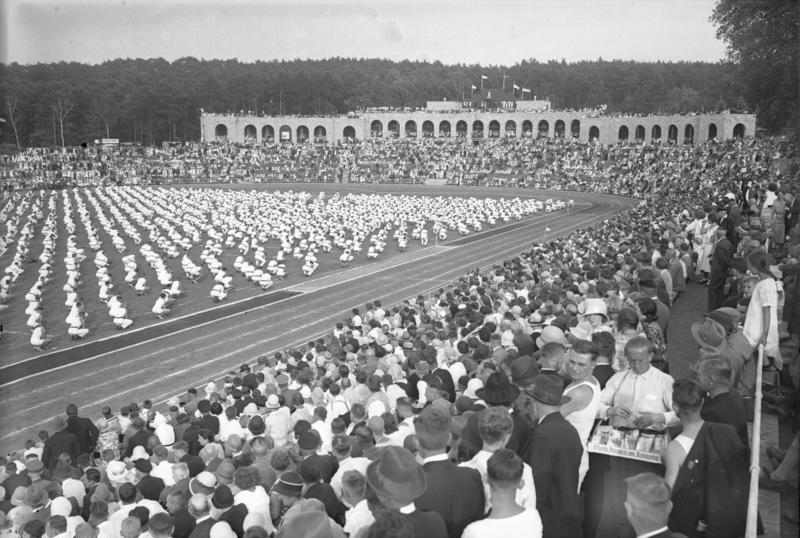
Brandenburgisches Kreis-Turnfest 1930
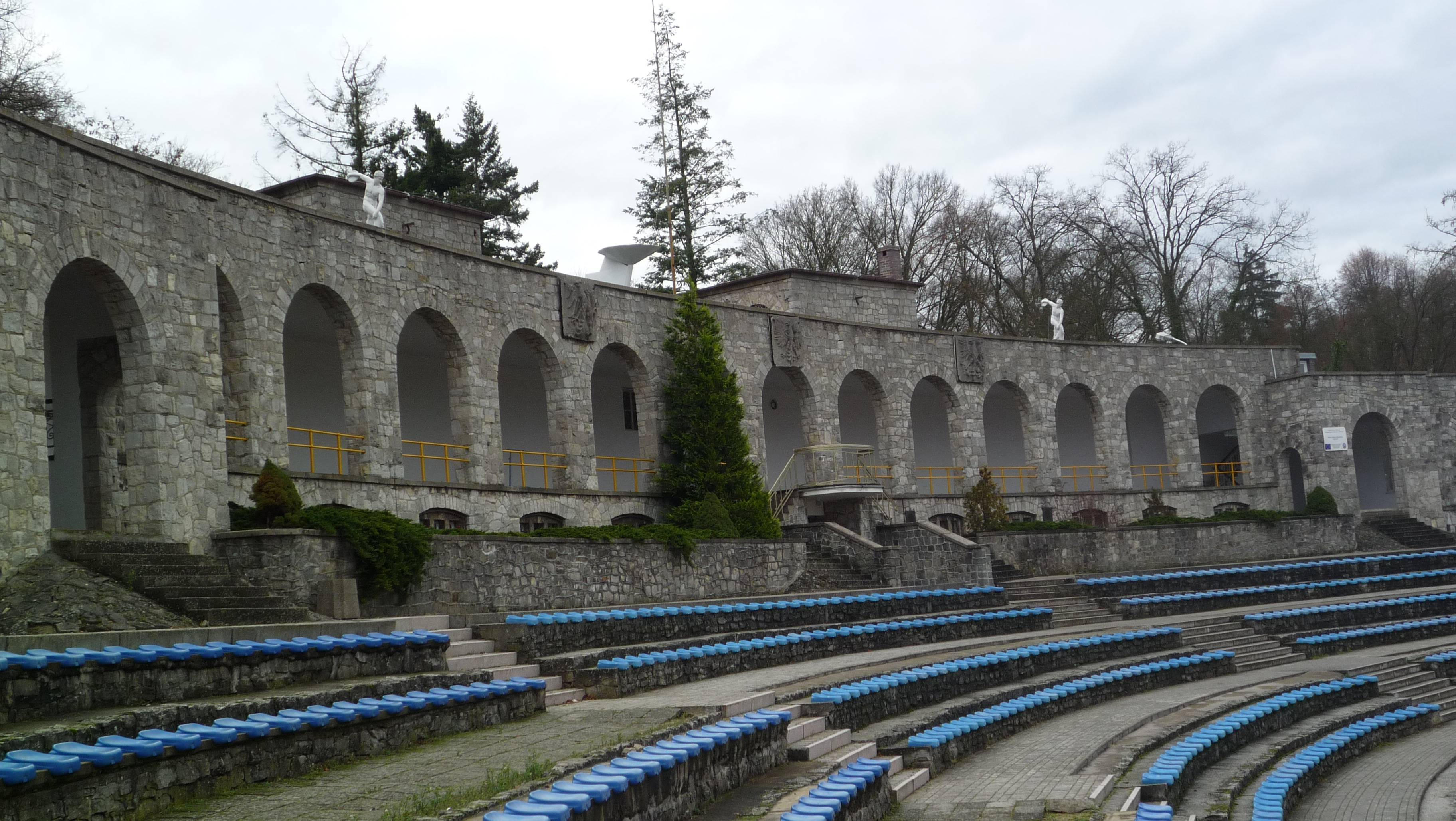
Die Arkaden des Stadions aus Rüdersdorfer Kalkstein (2009)
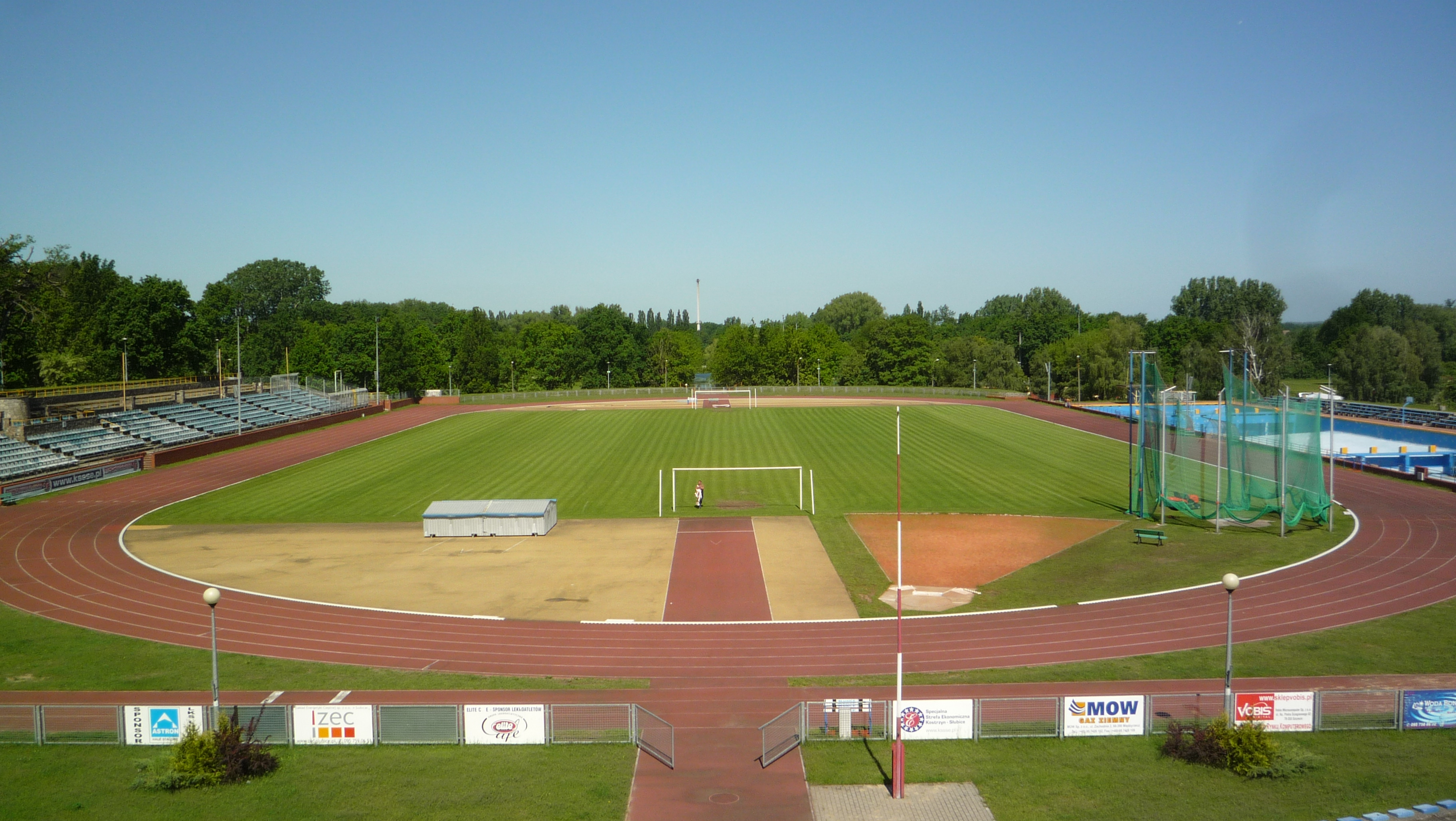
Die Leichtathletikanlage im Stadion (2010)
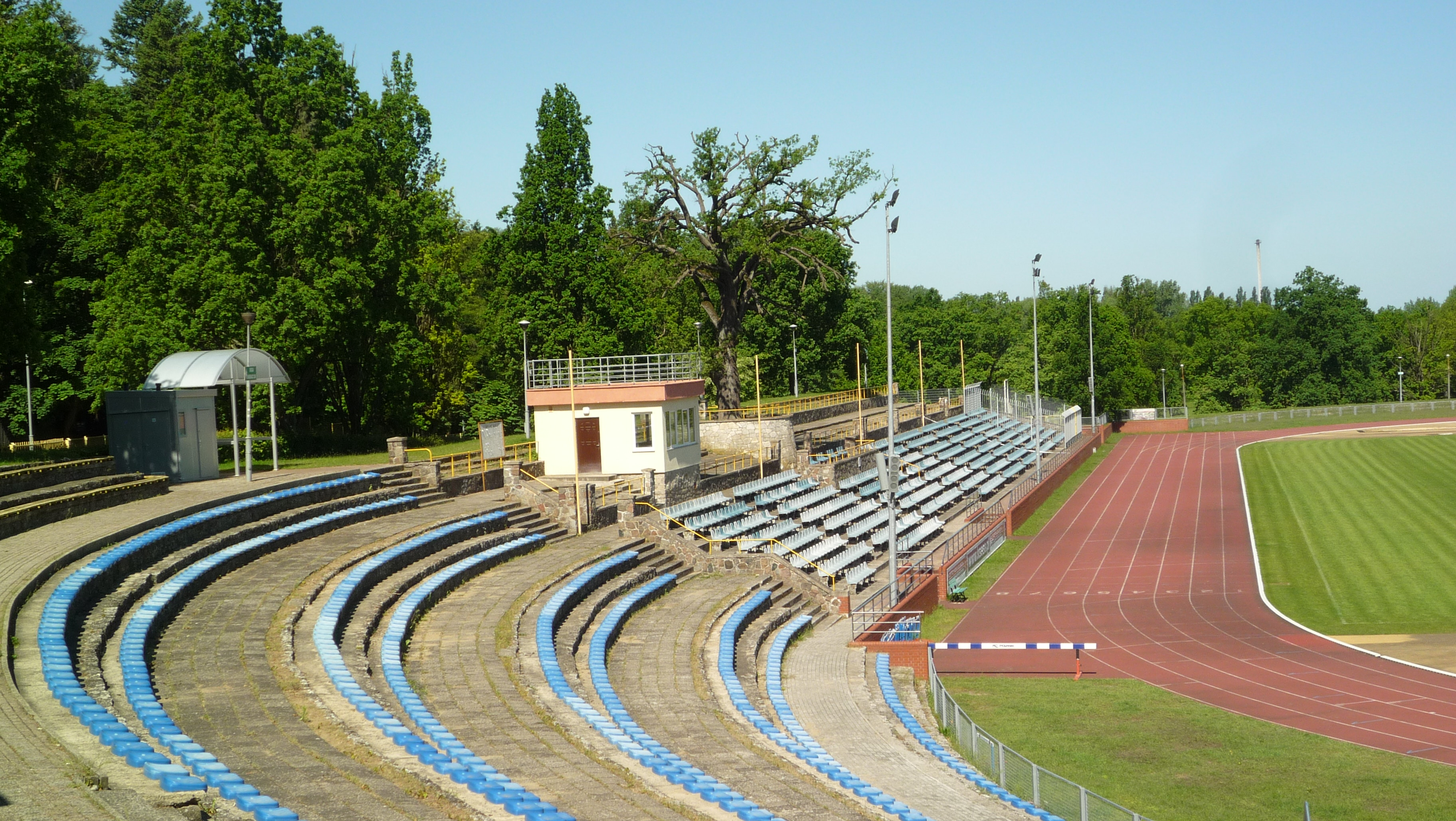
Tribüne mit Kommentatorenkabinen (2010)